# Sundby (Stockholm)
Pour les articles homonymes, voir Sundby.
Sundby est un quartier du district de Järva à Stockholm en Suède.

## Description
Sundby est un quartier de Västerort.
Le quartier fait partie, avec Bromsten, Flysta et Solhem, au territoire  généralement appelé « le vieux Spånga ».
Le quartier a été créé en 1953 dans la zone achetée par la ville de Stockholm en 1949 à Spånga.
Le nom Sundby est connu depuis 1312.
Le nom vient de la ferme Sundby, qui appartenait au XVIIème siècle au château de Karlberg.
Une partie de la ferme Sundby subsiste à Gribbyvägen 19.
Dans les années 1930, Sundby a été divisée en lots résidentiels et la zone s'appelait initialement Spånga villastad.
Même aujourd'hui, Sundby est principalement bâti de villas.
Les immeubles résidentiels ne sont que dans la zone de Johanneslund, bien que de nouveaux développements soient en cours dans d'autres quartiers de Sundby.
Le quartier est proche des espaces verts et relativement proche des lieux de baignade comme Ängbybadet et Ulvsundasjön.